# Madibeng
Madibeng – gmina w Republice Południowej Afryki, w Prowincji Północno-Zachodniej, w dystrykcie Bojanala Platinum. Siedzibą administracyjną gminy jest Brits.